# Karl Rombach

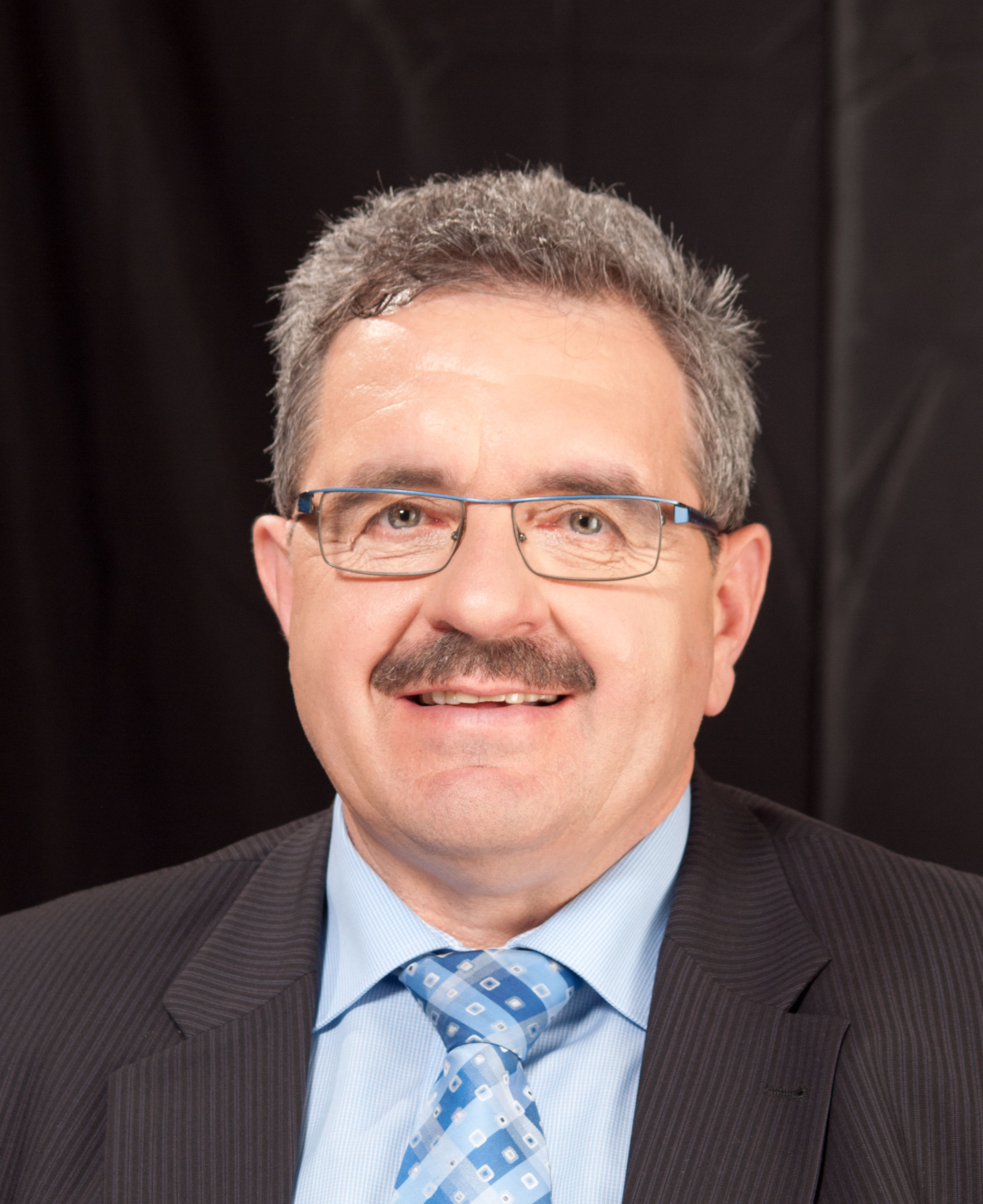
Karl Rombach (2013)

Karl Rombach (* 18. Januar 1951 in Schonach im Schwarzwald) ist ein baden-württembergischer Politiker der CDU. Er war von 2006 bis 2021 Mitglied des Landtags von Baden-Württemberg.

## Ausbildung und Beruf
Nach der Volksschule in Rensberg, das heute zur Gemeinde Schonach gehört, wurde Karl Rombach zum Landwirt ausgebildet. Nachdem er 1973 die Prüfung zum Landwirtschaftsmeister bestanden hatte, übernahm er 1980 den elterlichen Hof.

## Politische Tätigkeit
Von 1981 bis 2009 war Karl Rombach Mitglied des Gemeinderats von Schonach und seit 1989 Mitglied des Kreistags des Schwarzwald-Baar-Kreises. Von 1993 bis 2009 war er Erster Stellvertreter des Bürgermeisters der Gemeinde Schonach.
Mitglied des Landtages von Baden-Württemberg war er als Abgeordneter des Wahlkreises Villingen-Schwenningen ab Beginn der 14. Wahlperiode am 11. April 2006. Am 27. März 2011 wurde Rombach erneut in den Landtag von Baden-Württemberg gewählt. Bei seinen ersten beiden Wahlen errang er das Direktmandat.
Bei der Landtagswahl 2016 verlor er sein Direktmandat knapp an Martina Braun (Grüne), erhielt aus den Ausgleichsmandaten aber erneut einen Sitz im Landtag. Er war Mitglied im Vorstand der CDU-Fraktion im Landtag von Baden-Württemberg, Vorsitzender des Verkehrsausschusses, ordentliches Mitglied im Ausschuss für Umwelt, Klima und Energiewirtschaft und im Ausschuss für Soziales und Integration, sowie stellvertretendes Mitglied im Ausschuss für Ländlichen Raum und Verbraucherschutz, im Ausschuss für Finanzen, im Ausschuss für Wissenschaft, Forschung und Kunst, im Ausschuss für Wirtschaft, Arbeit und Wohnungsbau, im Ausschuss für Europa und Internationales, im Petitionsausschuss und im Ausschuss nach Artikel 62 der Landesverfassung (Notparlament).
Bei der Landtagswahl 2021 kandidierte er nicht erneut.

## Familie und Privates
Karl Rombach ist römisch-katholisch. Er ist verheiratet mit Rita Rombach, geborene Haas, und Vater von drei Kindern. Er ist Vorsitzender des Verwaltungsrats der Tierseuchenkasse Baden-Württemberg.